# Gniewino (gemeente)
De gemeente Gniewino is een landgemeente in het Poolse woiwodschap Pommeren, in powiat Wejherowski.
De zetel van de gemeente is in Gniewino.
Op 30 juni 2004 telde de gemeente 6688 inwoners.

## Oppervlaktegegevens
In 2002 bedroeg de totale oppervlakte van gemeente Gniewino 176,21 km², waarvan:
- agrarisch gebied: 42%
- bossen: 40%

De gemeente beslaat 13,74% van de totale oppervlakte van de powiat.

## Demografie
Stand op 30 juni 2004:
| Omschrijving                   | Totaal | Totaal | Vrouwen | Vrouwen | Mannen | Mannen |
| ------------------------------ | ------ | ------ | ------- | ------- | ------ | ------ |
| eenheid                        | aantal | %      | aantal  | %       | aantal | %      |
| inwoners                       | 6688   | 100    | 3176    | 47,5    | 3512   | 52,5   |
| bevolkingsdichtheid (inw./km²) | 38     | 38     | 18      | 18      | 19,9   | 19,9   |

In 2002 bedroeg het gemiddelde inkomen per inwoner 2714,42 zł.

## Administratieve plaatsen (sołectwo)
Bychowo, Chynowie, Czymanowo, Dąbrówka, Gniewinko, Gniewino, Kostkowo, Lisewo, Mierzynko, Mierzyno, Nadole, Perlino, Rybno, Słuszewo, Tadzino, Toliszczek

## Opgeheven plaats
- Kolkowo

## Aangrenzende gemeenten
Choczewo, Krokowa, Luzino, Łęczyce, Wejherowo